# Индоокеански делфин суза
Индоокеанският делфин суза (Sousa plumbea) е член на семейство Делфинови, обитаващ крайбрежни райони, вариращи от Южна Африка до Западен Индокитай. Китайският бял делфин (Sousa chinensis) преди е бил считан за същия вид, но проучване от 2014 г. разкрива, че двата вида са самостоятелни.
Най-ограничаващият фактор за използването на местообитанията е дълбочината на водата, като повечето екземпляри от индоокеанския делфин суза обитават води, по-плитки от 20 метра. В резултат на това ареалът на разпространение на гърбатите делфини в Индийския океан зависи до голяма степен от специфичните физико-географски характеристики на бреговата линия. Съобщава се, че видът обитава почти всеки тип крайбрежно местообитание, въпреки че предпочитанията му силно зависят от географското местоположение. Индоокеанският делфин суза изпитва изключително високи нива на смъртност на малките и младите екземпляри поради антропогенни смущения като замърсяване на околната среда, влошаване на местообитанията и шумово замърсяване .
Индоокеанските делфини суза са социални делфиниди, които живеят в групи средно от дванадесет индивида, въпреки че размерът на групата може да варира силно. По-голямата част от диетата им се състои от риби, главоноги и ракообразни.
В момента видът е категоризиран като застрашен.

## Описание
Индоокеанският делфин суза е средно голям делфин, чиято дължина варира от 2 до 2,8 м и тегло от 150 до 200 кг. Те имат мастна гърбица на гърба, което ги отличава от S. chinensis, които имат по-изпъкнала гръбна перка, но нямат гърбица. Обикновено са тъмно сиви, въпреки че нюансите могат да варират.